# Werner Junck
Werner Junck (Magdeburgo, 28 dicembre 1895 – Monaco di Baviera, 6 agosto 1976) è stato un generale e aviatore tedesco che prestò servizio nella Luftwaffe durante la seconda guerra mondiale, già asso dell'aviazione nel precedente conflitto mondiale, quando abbatté cinque aerei nemici. Fu il comandante del Sonderkommando Junck, l'unità dell'aeronautica tedesca inviata in Iraq per appoggiare il primo ministro al-Kaylani contro le truppe britanniche. Rientrato in Europa ricoprì altri incarichi di comando terminando la guerra con il grado di Generalleutnant (generale di divisione aerea) decorato con la Croce di Cavaliere della Croce di Ferro.

## Biografia
Nacque a Magdeburgo il 28 dicembre 1895, nell'allora Provincia di Sassonia, e ben presto si interessò al mondo dell'aviazione e imparando a volare nel 1913. Dopo lo scoppio della prima guerra mondiale, 10 agosto 1914 si arruolò come volontario nell'esercito tedesco, assegnato al Feldartillerie-Regiment "Prinzregent Luitpold von Bayern" (Magdeburgo) Nr. 4, passando poi il 5 ottobre dello stesso anno al 1. Westfälischen Feldartillerie-Regiment Nr. 7 dove rimase fino al 12 maggio 1915. Il giorno successivo passò, in qualità di comandante di plotone, al 4. Thüringischen Infanterie-Regiment Nr. 72, rimanendovi fino al 30 settembre successivo quando fu trasferito al 9. Rheinischen Infanterie-Regiment Nr. 160. L'11 ottobre rimase gravemente ferito e fu ricoverato in ospedale, promosso al grado di sottotenente, fino al 22 dicembre quando rientrò in servizio al 4. Thüringischen Infanterie-Regiment Nr. 72.
Il 12 marzo 1916 si unì alle forze aeree, completando la formazione di pilota militare  presso la Fliegerersatz-Abteilung 8 di Graudenz. Il 27 dicembre 1916 fu mandato in zona di operazioni, assegnato al parco aereo della IV Armee, dove rimase fino all'11 febbraio 1917 quando prese servizio presso la Feldflieger-Abteilung 33. Abbatté il suo primo aereo nemico, un Royal Aircraft Factory F.E.2 del No.20 Squadron della Royal Air Force britannica, il 24 aprile 1917 a est di Ypres. Trasferito nell'ottobre 1917 alla Jagdstaffel 8 assunse il comando di tale reparto il 4 aprile 1918. Prima della firma dell'armistizio venne ferito tre volte e riuscì a registrare altre quattro vittorie ai danni di altrettanti S.P.A.D.. Le cinque vittorie totali fecero di lui un asso dell'aviazione.
Rimanendo presso la Jagdstaffel 8 fino al 5 dicembre 1918, passando il giorno successivo alla Fliegerersatz-Abteilung 11 dove rimase fino al gennaio 1919 quando venne smobilitato. Tra il 29 gennaio e il 24 settembre 1919 volò come pilota presso la Truppenfliegerstaffel 8, passando poi alla polizia di frontiera, servendo nella città di Brieg, fino al maggio 1920 quando riprese momentaneamente servizio nella Reichswehr, assegnato alla Kraftwagen-Kolonne 8. Nell'ottobre 1920 divenne comandante di Compagnia presso il Reichswehr-Schützen-Regiment 13, passando nel gennaio 1921, con il ruolo di aiutante di campo, presso il 18. Infanterie-Regiment.
Promosso tenente il 31 maggio 1923, il giorno successivo lasciò la vita militare per trasferirsi in Venezuela quale responsabile dello sviluppo delle rotte di volo delle linee aeree tedesche. Venne quindi scelto all'inizio del 1925 come istruttore pilota per addestrare gli aviatori sovietici a Lipeck, e nel 1927 divenne capo-pilota nell'azienda Albatros Flugzeugwerke, con sede a Berlino-Johannisthal. La sua carriera proseguì come addetto militare in Bolivia, dove collaborò con Hans Kundt, nel biennio 1930-1931, quindi, come era già successo nel 1927, venne scelto dalla Ernst Heinkel Flugzeugwerke come capo-pilota.
Con l'avvento al potere del Partito Nazionalsocialista, il 1º luglio 1934 rientrò in servizio attivo nella neocostituita Luftwaffe con il grado di Hauptmann, servendo presso il Ministero dell'Aria. Presto arrivarono promozioni e incarichi di comando: il 1º aprile 1935 divenne Major, quattro mesi dopo fu messo a capo del Fliegergruppe "Schwerin" e, il 12 marzo 1936, andò a comandare il I Gruppo del Sturzkampfgeschwader 165 (I/StG 165, 165º Stormo bombardieri in picchiata), dove rimase fino al 1º ottobre quando passò al comando del centro di test sperimentali di Rechlin. Dopo una nuova parentesi al Ministero dell'Aria a partire dal 1º marzo 1937, il 1º aprile 1938 l'ormai Oberstleutnant venne nominato comandante dello Jagdgeschwader 334, quindi, il 1º novembre, del JG 133 ridesignato qualche tempo dopo Jadgeschwader 53.
Gareggiò anche nelle Challenge International de Tourisme del 1929, 1932 e 1934 organizzate dalla FAI classificandosi, rispettivamente, 27º, 14º e 6º in classifica.
Allo scoppiò la seconda guerra mondiale ricopriva l'incarico di Ispettore delle unità da caccia , Zerstörer e attacco al suolo (Inspekteur der Jagdflieger), che gli era stato assegnato il 1º febbraio 1939 e che mantenne fino al 4 giugno 1940, mentre era contemporaneamente comandante, dal 1º maggio 1939, dello Jagdgeschwader 53. Oberst  dal 1º ottobre 1939, il 5 giugno 1940 passò alla Jagdfliegerführer 3 e nel maggio dell'anno successivo fu posto a capo dell'unità speciale (Sonderkommando "Junck") destinata ad aiutare il primo ministro al-Kaylani contro le truppe britanniche durante la guerra anglo-irachena del 1941, durata poco meno di un mese e risoltasi con la sconfitta delle potenze dell'Asse. Rientrato in Europa, il 1º agosto era in forza alla Jagdfliegerführer 1, preludio ad altri incarichi di alto comando che iniziarono nell'aprile 1942 quando venne messo al vertice della Jagdivision "Mitte" (divisione caccia del centro) e, nell'aprile 1943, della 3. Jagdivision. Lo stesso mese ottenne la promozione a Generalmajor  e in settembre venne destinato alla Luftflotte 3, rimanendovi però per meno di una settimana, visto che presto fu posto a capo della 4. Jagdivision dove rimase fino alla fine del mese. L'ultimo incarico di comando, nello specifico del II Jagdkorps, gli venne assegnato il 15 ottobre. Il 9 giugno 1944 i suoi meriti gli vennero riconosciuti con l'assegnazione della Croce di Cavaliere della Croce di Ferro e il 1º luglio fu posto nella riserva dell'Oberkommando der Luftwaffe, l'alto comando della Luftwaffe. Promosso Generalleutnant il 1º dicembre, si congedò dall'aeronautica alla fine dello stesso mese.
Fu presidente onorario dell'associazione piloti delle forze armate tedesche dal 1º ottobre 1960 fino alla morte, avvenuta a Monaco di Baviera il 6 agosto 1976.